# Daniel Cisneros
Daniel Cisneros González (ur. 27 stycznia 1992 w Mazatlán) – meksykański piłkarz występujący na pozycji defensywnego pomocnika, od 2024 roku zawodnik Correcaminos UAT.

## Kariera klubowa
Cisneros jest wychowankiem klubu Estudiantes Tecos z siedzibą w mieście Guadalajara, do którego seniorskiej drużyny został włączony jako osiemnastolatek przez urugwajskiego szkoleniowca Eduardo Acevedo. W meksykańskiej Primera División zadebiutował 5 listopada 2010 w wygranym 4:2 spotkaniu z Tolucą, w którym strzelił także premierowego gola w najwyższej klasie rozgrywkowej. Nie potrafił sobie jednak wywalczyć miejsca w wyjściowej jedenastce i na koniec rozgrywek 2011/2012 spadł z Tecos do drugiej ligi, gdzie spędził kolejny rok. W lipcu 2013 powrócił do pierwszej ligi, na zasadzie wypożyczenia zasilając rywala zza miedzy, ekipę Club Atlas, z którą w jesiennym sezonie Apertura 2013 dotarł do finału krajowego pucharu – Copa MX, regularnie pojawiając się na boiskach. Po kilku miesiącach stracił jednak miejsce w pierwszej drużynie, a w połowie 2014 roku został zawodnikiem nowo powstałego drugoligowego zespołu Mineros de Zacatecas, który nabył licencję Tecos.
| Sezon     | Klub                 | Kraj   | Rozgrywki  | Mecze | Bramki |
| --------- | -------------------- | ------ | ---------- | ----- | ------ |
| 2010/2011 | Estudiantes Tecos    | Meksyk | Liga MX    | 4     | 1      |
| 2011/2012 | Estudiantes Tecos    | Meksyk | Liga MX    | 2     | 0      |
| 2012/2013 | Estudiantes Tecos    | Meksyk | Ascenso MX | 16    | 1      |
| 2013/2014 | Club Atlas           | Meksyk | Liga MX    | 12    | 0      |
| 2014/2015 | Mineros de Zacatecas | Meksyk | Ascenso MX |       |        |